# Schloss Schwarzau am Steinfeld

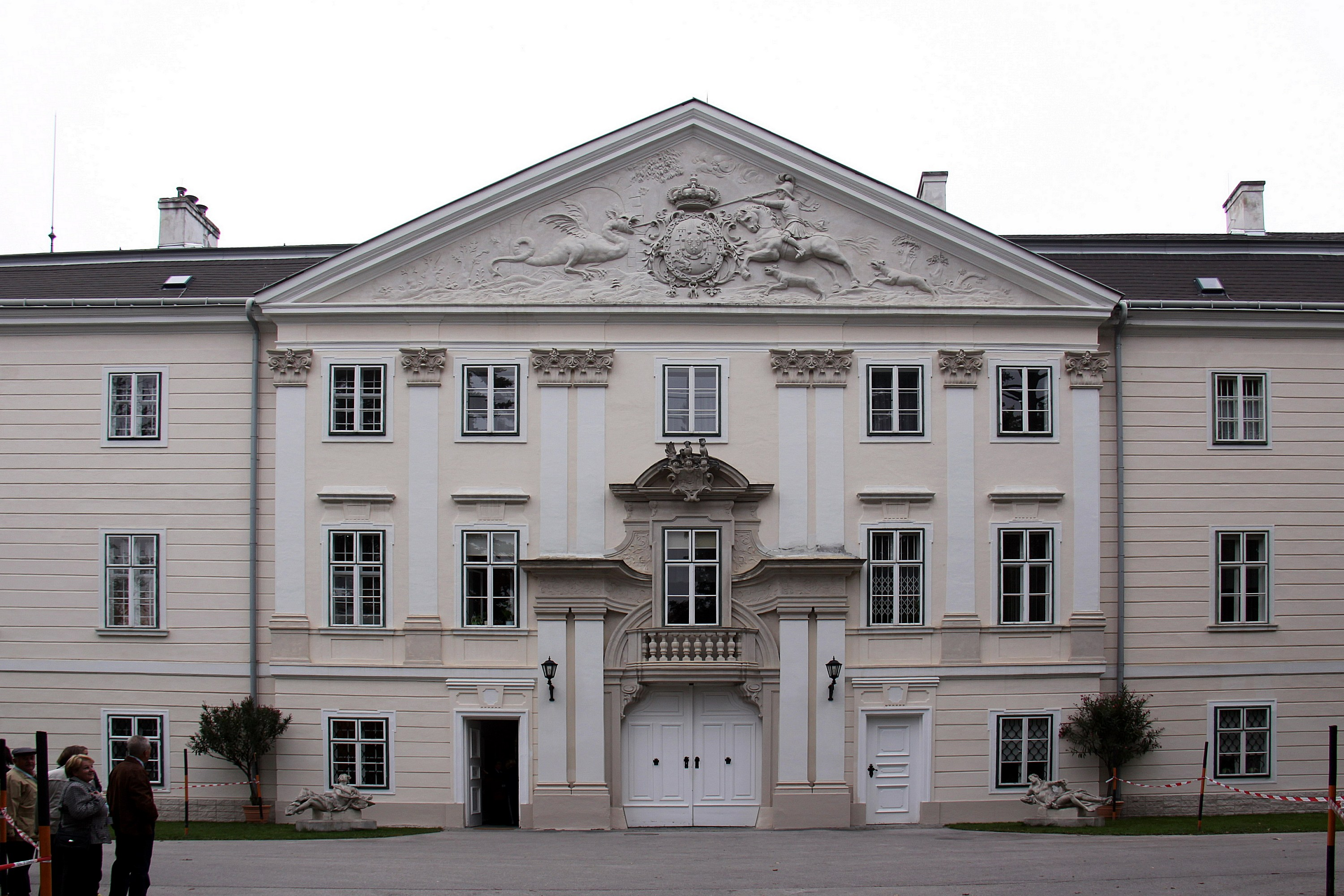
Portalansicht des ehemaligen Jagdschlosses, heute Justizanstalt Schwarzau

Das Schloss Schwarzau am Steinfeld ist ein ehemaliges Jagdschloss in Schwarzau am Steinfeld in Niederösterreich. In seinen Gebäuden ist heute die Justizanstalt Schwarzau untergebracht.

## Geschichte

### Landesfürstlicher Besitz
Der Herrschaftssitz Schwarzau war ursprünglich ein landesfürstliches bzw. kaiserliches Jagdschloss und wurde zu einem nicht mehr genau zu datierenden Zeitpunkt zwischen dem 13. und 16. Jahrhundert der Adelsfamilie Wurmbrand-Stuppach geschenkt.

### Wurmbrand-Stuppach
Wilhelm Graf von Wurmbrand und Stuppach ließ 1567 die Grundform des heutigen Gebäudes errichten. Der Bau des heutigen Barockschlosses erfolgte ab 1697, an dem die Wurmbrand-Stuppach 1720/1730 vermutlich von Baumeister Christian Alexander Oedtl eine Neugestaltung vornehmen ließen.

### Bourbon-Parma
Am 27. August 1889 ging Schloss Schwarzau in den Besitz des Herzogs Robert von Bourbon-Parma (1848–1907) über. Dieser veränderte das Schlossgelände in Schwarzau durch zahlreiche Um- und Zubauten.
Nach dem Tod Roberts von Bourbon-Parma im Jahre 1907 ließ sein Sohn  Elias von Bourbon-Parma (1880–1959) vor einem österreichischen Gericht sechs seiner Geschwister aus der ersten Ehe seines Vaters für unmündig erklären, da sie geistig und körperlich behindert seien. Unterstützt wurde er durch seine Stiefmutter, Infantin Maria Antonia von Portugal (1862–1959). Elias von Bourbon-Parma wurde dadurch gesetzlicher Vormund seiner älteren Geschwister und Alleinerbe des Familienvermögens, zu dem auch das Schloss Schwarzau gehörte. Seine jüngeren Halbbrüder Sixtus und Franz Xaver verklagten ihn, um einen größeren Anteil am herzoglichen Vermögen zu erhalten. Ein französisches Gericht in Paris wies ihre Ansprüche jedoch zurück.

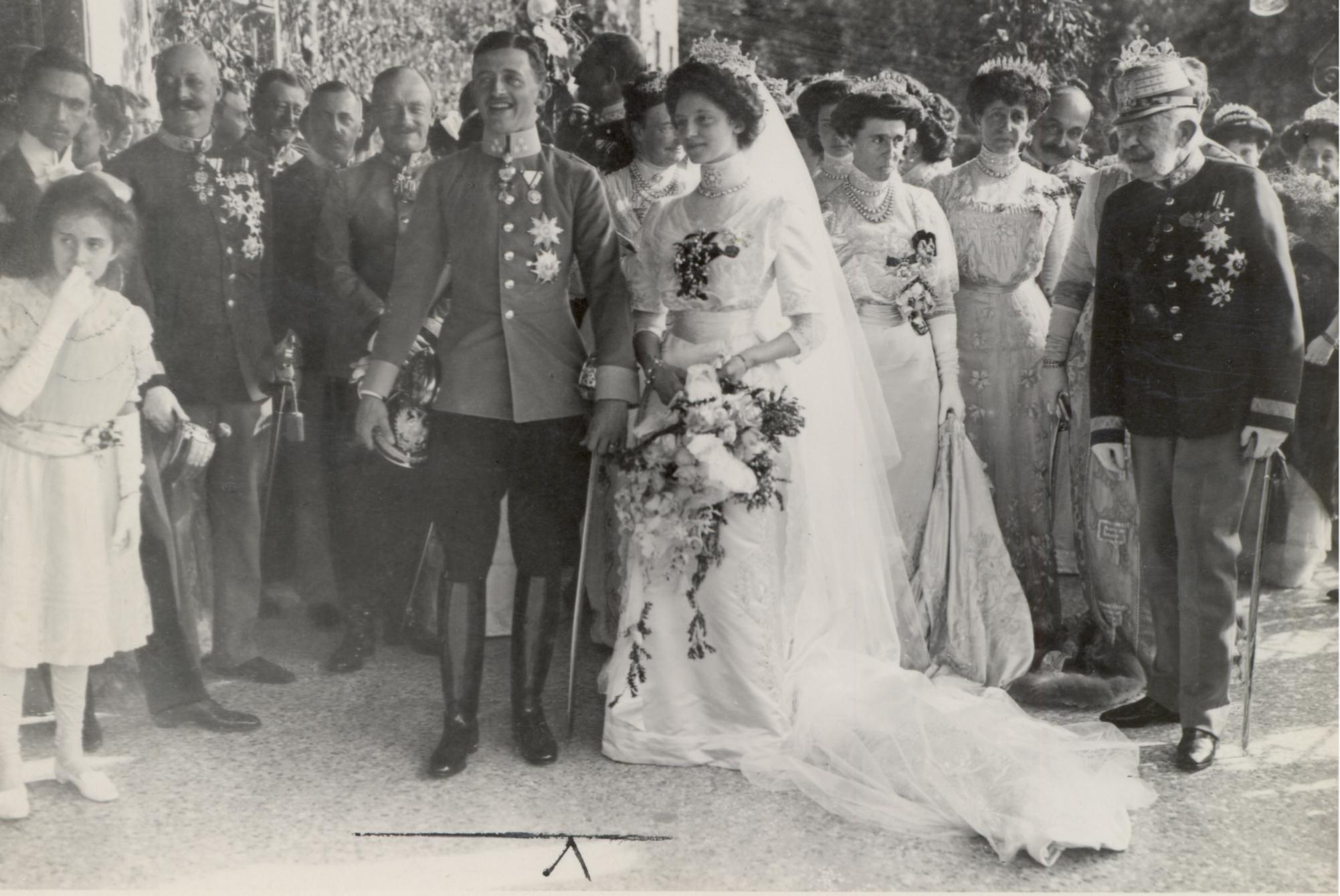
Hochzeit Zitas von Bourbon-Parma mit Erzherzog Karl in Schloss Schwarzau 1911

Am 21. Oktober 1911 fand  in der kleinen Kapelle von Schloss Schwarzau die Vermählung des späteren Kaisers Karl von Österreich mit Prinzessin Zita von Bourbon-Parma statt, von der Filmaufnahmen erhalten sind. Unter den Gästen waren Kaiser Franz Joseph I., der einen Trinkspruch auf das Paar ausbrachte, und Erzherzog-Thronfolger Franz Ferdinand, der als Trauzeuge fungierte. Bei der Seligsprechung Kaiser Karls 2004 wurde nicht sein Todestag, sondern – in Erinnerung an seine Heirat mit Zita von Bourbon-Parma – der Hochzeitstag des Paares als kirchlicher Gedenktag für den seligen Karl festgelegt.
Kurz nach dem Ende des Ersten Weltkriegs wurde das Schloss von den Besitzern zu einem Kurheim und Spital umgewidmet. Nach Beendigung des Zweiten Weltkriegs wurde Schloss Schwarzau von der russischen Besatzungsmacht okkupiert.
Am 24. November 1951 verkaufte Elias von Bourbon-Parma das Anwesen mit Gebäuden und Grundstück an die Republik Österreich, die es einer neuen Verwendung als Justizanstalt zuführte.

### Republik Österreich
Nach umfangreichen Umbauarbeiten wurde im Dezember 1957 die „Frauenstrafanstalt Schwarzau“ (heute „Justizanstalt Schwarzau“) in den Gebäuden des ehemaligen Schlosses in Betrieb genommen.